# Vesicapalpus
Genre
Vesicapalpus est un genre d'araignées aranéomorphes de la famille des Linyphiidae.

## Distribution
Les espèces de ce genre se rencontrent en Argentine et au Brésil.

## Liste des espèces
Selon World Spider Catalog (version 16.5, 11/12/2015) :
- Vesicapalpus serranus Rodrigues & Ott, 2006
- Vesicapalpus simplex Millidge, 1991

## Publication originale
- Millidge, 1991 : Further linyphiid spiders (Araneae) from South America. Bulletin of the American Museum of Natural History, no 205, p. 1-199 (texte intégral).